# Kangacris keshanensis
Kangacris keshanensis är en insektsart som beskrevs av Ren, Bingzhong och Z. Zheng 2000. Kangacris keshanensis ingår i släktet Kangacris och familjen gräshoppor. Inga underarter finns listade i Catalogue of Life.